# Roland Issen
Roland Issen (Münster, 7 januari 1938) is een Duits syndicalist en politicus voor de SPD.

## Levensloop
Issen groeide op in de buurt van Telgte. Zijn vader was een zelfstandig koopman. Eind 1939 vluchtte zijn vader naar familie in Nederland omwille van politieke redenen. Tijdens de Duitse bezetting van Nederland werd hij gedood.
Na zijn middelbaar onderwijs volgde hij een tweejarige opleiding aan een handelsschool en was hij als werknemer tewerkgesteld in een bouwmaterialenwinkel. Van 1956 tot 1960 was hij vervolgens soldaat bij de luchtmacht. In 1962 behaalt hij na het volgen van avondschool zijn diploma en studeerde vervolgens met een vakbondsbeurs economie en sociologie aan de Hamburger Universität für Wirtschaft und Politik (HWP).
Hierop aansluitend werd hij in 1964 werkzaam bij de Deutsche Angestellten-Gewerkschaft (DAG), alwaar hij in 1978 toetrad tot het federaal uitvoerend bestuur. In 1987 volgde hij Hermann Brandt op als voorzitter van deze vakcentrale. Deze functie oefende hij uit tot de fusie van de DAG met het Gewerkschaft Öffentliche Dienste, Transport und Verkehr (ÖTV), de Deutsche Postgewerkschaft (DPG), het Gewerkschaft Handel, Banken und Versicherungen (HBV) en de IG Medien – Druck und Papier, Publizistik und Kunst (IG Medien) tot de Vereinte Dienstleistungsgewerkschaft (ver.di).
Daarnaast werd hij in 1992 verkozen tot ondervoorzitter van EURO-FIET, en in 1998 tot voorzitter van deze Europese vakbondsfederatie. Na de fusie op 1 januari 2000 van EURO-FIET met de Europese afdelingen van de Internationale Federatie van Post en Telecom (IC), Media Entertainment International (MEI) en de Internationale Federatie van de Grafische sector (FGI) tot UNI-Europa werd hij de eerste voorzitter van deze Europese vakbondsfederatie. Deze functie oefende hij uit tot 2002, hij werd in deze hoedanigheid opgevolgd door zijn landgenoot Frank Bsirske.
- Gemeinsame Normdatei: 107445387
- International Standard Name Identifier: 0000 0003 8186 3504
- Nederlandse Thesaurus van Auteursnamen: 129137332
- Système universitaire de documentation: 140249729
- Virtual International Authority File: 262157050
- WorldCat: E39PBJjxxkGDdhV4cP8JtwjKVC